# Godroniaceae
Godroniaceae Baral – rodzina grzybów z rzędu tocznikowców (Helotiales).

## Charakterystyka
Apotecja w kształcie podstawki do filiżanek o średnicy 0,3–3,5 mm. Hymenium blade do ciemnoszarego lub kremowe, o brzegu mocno wystającym, częściowo owłosionym, na zewnątrz często wełnisto-łaciate lub żebrowane, o barwie od rdzawej do zielonkawo-lub czarno-brązowej, siedzące lub z krótką szypułką, częściowo wyrastające ze wspólnej podstawy (stromatyczne). Ekscypulum przynajmniej na obrzeżu szkliste do żółto-ochrowego, o ciemnobrązowej, pryzmatycznej teksturze, również u podstawy i po bokach jest nieregularna tekstura. Subhymenium szkliste; bez kryształów, pod wpływem KOH uwidacznia się żółto-brązowy, rzadko niebieskawo-zielony pigment. Wstawki nitkowate, wierzchołkowo często lekko rozdęte, bez refrakcyjnych ciałek wakuolowych, częściowo ziarniste, inkrustowane ochrowym, różowawym lub niebieskawym wysiękiem. Worki o półkulistym do stożkowatego wierzchołku z amyloidalnym pierścieniem wierzchołkowym (typ Calycina) lub nieamyloidalnym z pastorałkami. W workach po 8 askospor o kształcie od elipsoidalnego do wrzecionowatego, nitkowatym lub naczugowatym, 0–7-przegrodowe, bez otoczki, zawartość lipidów od niskiej do raczej dużej. Anamorfa stromatyczna, żółtawa do czarnobrązowej, kulista do stożkowatej lub krążkowatej, jedno- lub wielokomorowa. Konidiogeneza fialidowa. Konidia elipsoidalne do wrzecionowatych lub robaczkowatych, proste, wygięte lub helikoidalne, 0–7-przegrodowe.
Pasożytują na korze zdrewniałych roślin nagonasiennych i okrytonasiennych. Występują w lasach i rzadkich zaroślach, odpornych na wysychanie. Występują na półkuli północnej, na obszarach o klimacie od umiarkowanego do subarktyczno-alpejskiego.
Holotyp: Godronia Moug. & Lév. 1846. Blisko z nim spokrewnione są gatunki należące do rodzajów Ascocalyx i Gremmeniella, które są ważnymi fitopatogenami powodującymi zgnilizny i zamieranie młodych pędów roślin iglastych.

## Systematyka
Pozycja w klasyfikacji według Index Fungorum:
Godroniaceae, Helotiales, Leotiomycetidae, Leotiomycetes, Pezizomycotina, Ascomycota, Fungi.
Według aktualizowanej klasyfikacji Index Fungorum bazującej na Dictionary of the Fungi do rodziny tej należą rodzaje:
- Ascocalyx Naumov 1926
- Bothrodiscus Shear 1907
- Chondropodiella Höhn. 1917
- Godronia Moug. & Lév. 1846
- Gremmeniella M. Morelet 1969
- Grovesiella M. Morelet 1969
- Topospora Fr. 1836[1].